# 第3巡洋戦艦戦隊
第3巡洋戦艦戦隊（英: 3rd Battlecruiser Squadron) は、イギリス海軍の部隊の一つ。巡洋戦艦で構成され、第一次世界大戦時はグランドフリートに所属していた。

## 来歴
第3巡洋戦艦戦隊は1915年に新設された。創設時の所属艦は、巡洋戦艦インヴィンシブル及びインフレキシブル（いずれもインヴィンシブル級巡洋戦艦）。のちに姉妹艦のインドミタブルが戦隊に編入された。戦隊司令官は、サー・ホレース・フッド少将。戦隊はスコットランド・ロサイスを本拠地とした。
1916年のユトランド沖海戦時には、グランド・フリートの戦艦部隊に従うかたちで参戦した。海戦では、独・巡洋戦艦リュッツォウを落伍させることに成功したが、直後に敵艦デアフリンガーの反撃に遭い、旗艦インヴィンシブルが誘爆を起こして轟沈した。フッド司令官を含む約1,026名の乗員が犠牲になった。
インヴィンシブルの戦没後、第3巡洋戦艦戦隊は解隊した。僚艦インドフレキシブル、インドミタブルはともに第2巡洋戦艦戦隊に改編された。
- インヴィンシブル
- インフレキシブル
- インドミタブル

## 戦隊司令官一覧
|                       | 階級 | 将旗 | 氏名                   | 在任期間              | 出典  |
| --------------------- | ---- | ---- | ---------------------- | --------------------- | ----- |
| 第3巡洋戦艦戦隊司令官 |      |      |                        |                       |       |
| 1                     | 少将 |      | サー・ホレース・フッド | 1915年5月 - 1916年5月 | [ 4 ] |